# Naoya Seita
Naoya Seita (jap. 清田 奈央弥, Seita Naoya; * 25. August 2001 in der Präfektur Kanagawa) ist ein japanischer Fußballspieler.

## Karriere
Naoya Seita erlernte das Fußballspielen in der Jugendmannschaft von Júbilo Iwata. Hier unterschrieb er 2020 auch seinen ersten Profivertrag. Der Verein aus Iwata spielte in der zweiten japanischen Liga, der J2 League. Sein Erstligadebüt gab er am 2. August 2020 im Auswärtsspiel gegen den Ehime FC. Hier stand er in der Startelf und wurde nach der Pause gegen Masaya Matsumoto ausgewechselt. Ende 2021 feierte er mit Júbilo die Meisterschaft der zweiten Liga und den Aufstieg in die erste Liga. Im August 2022 wechselte er auf Leihbasis zum Drittligisten Fukushima United FC. Für Fukushima bestritt er 14 Drittligaspiele. Nach der Ausleihe kehrte er zu Júbilo zurück. Hier wurde sein Vertrag nicht verlängert. Im Januar 2024 nahm ihn der Sechstligist Ococias Kyoto AC unter Vertrag. Mit dem Verein aus Kyōto spielt er in der Kansai Soccer League (Div.2).

## Erfolge
Júbilo Iwata
- Japanischer Zweitligameister: 2021